# Le marteau sans maître
Le Marteau sans maître (O Martelo sem Mestre), é uma cantata de câmara do compositor francês Pierre Boulez. A obra, que estreou em 1955, apresenta  poesia surrealista de René Char para contralto e seis instrumentistas. Está entre suas composições mais aclamadas.

## História
Antes de Le Marteau, Boulez havia estabelecido uma reputação como compositor de obras modernistas e serialistas como Structures I, Polyphonie X, bem como sua infame segunda sonata para piano. Le Marteau foi escrito pela primeira vez como uma composição de seis movimentos entre 1953 e 1954, publicada dessa forma no último ano, no "imprimée pour le festival de musique, 1954, Donaueschingen" (embora no final não tenha sido realizado lá) numa reprodução fotográfica do manuscrito do compositor pela Universal Edition, com o número de catálogo UE 12362.
Em 1955 Boulez revisou a ordem desses movimentos e interpolou três recém-compostos. A forma original de seis movimentos não tinha as duas configurações de "Bel Édifice" e o terceiro comentário em "Bourreaux de solitude". Além disso, os movimentos foram agrupados em dois ciclos fechados: primeiro os três movimentos "Artisanat furieux", depois os três "Bourreaux de solitude", caso contrário na ordem da partitura final. O primeiro movimento, embora fundamentalmente a mesma composição, foi originalmente marcado como um dueto para vibrafone e violão - a flauta e a viola foram adicionadas apenas na revisão - e numerosas alterações menos significativas foram feitas nas técnicas de execução e notação nos outros movimentos.
Boulez, conhecido por considerar suas obras sempre "em andamento", fez novas revisões menores de Le Marteau em 1957, ano em que a Universal Edition emitiu uma partitura gravada, UE 12450. Nos anos que se seguiram, tornou-se Pierre O trabalho mais famoso e influente de Boulez.
1. ↑  Erwin, Max (1 de setembro de 2020). «Pierre Boulez - Pierre Boulez, Philippe Manoury: Le Marteau sans maître – B-Partita. Haller, Rassaert, Ensemble Orchestral Contemporain, Kawka. col legno, WWE 1CD 20447.». Tempo (294): 91–93. ISSN 0040-2982. doi:10.1017/s0040298220000479. Consultado em 20 de outubro de 2022